# T-OC-DSL
Telekom-Online Connect-Digital Subscriber Line (T-OC-DSL) ist ein unreguliertes Vorleistungsprodukt der Deutschen Telekom für Internet Service Provider, die über keine eigene IP-Infrastruktur verfügen (so genannte virtuelle ISP), mit dem diese auf Basis von T-DSL/T-DSL-Resale/Bitstream-Anschlüssen eigene Breitbandzugänge vermarkten können.
Dabei wird der Datenverkehr der Endkunden sowohl über das Konzentratornetz und – anders als bei T-DSL-ZISP und ISP-Gate – auch vollständig über die IP-Backbone-Infrastruktur der Deutschen Telekom geführt. Die gesamte technische und administrative Umsetzung erfolgt durch die Deutsche Telekom.
Der ISP kann eigene Server betreiben, die die Autorisation und Authentifizierung der Kunden durchführen (RADIUS-Server) und die auch zusätzliche Leistungsmerkmale für den angebotenen Internetzugang bereitstellen können, so dass sich der Zugang vom Internetzugang der Deutschen Telekom unterscheidet.